# Rug hooking

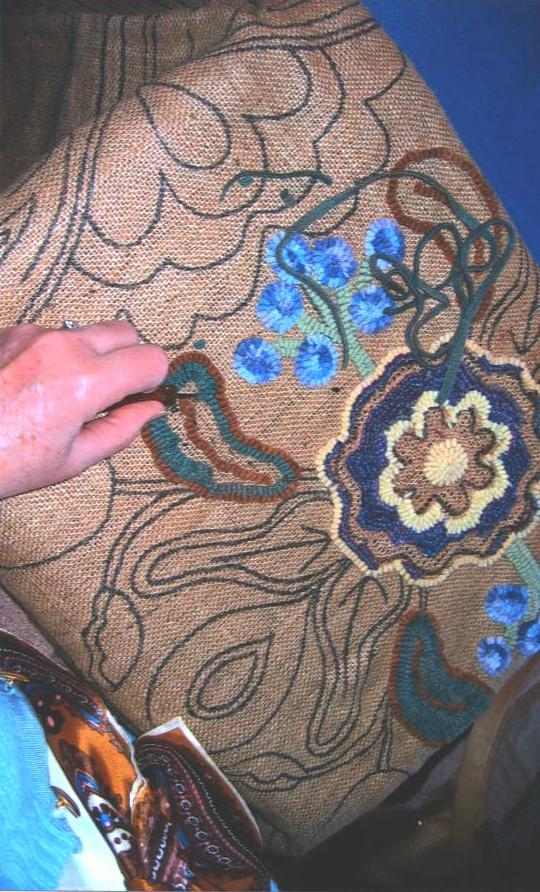
Práce na rug hooking (USA 2006)

Rug hooking (česky také: hákování koberce) je technika vtahování smyček z příze nebo tenkých pásků do hrubé, řídké tkaniny s pomocí ručního háčku.

## Historie rug hooking
Hákované textilie byly nalezeny už hrobkách egyptských faraonů starých více než 3000 let. Z Anglie jsou známé hákované textilie ze 17. století, v Kanadě a v Nové Anglii v polovině 19. století hákovaly ženy z ústřižků obnošeného šatstva s pytlovinou jako podklad  z nouze, protože pro ně byly koberce z Anglie příliš drahé.
V 21. století se rug hooking provozuje jako hobby a jako umělecké řemeslo, jeho uživatelé jsou obzvlášť početní v Severní Americe.
V roce 1979 založilo 15 žen v Connecticutu sdružení ATHA, které stanovilo pravidla pro pořádání workshopů, školení učitelů techniky rug hooking, pořádání výstav atd. V roce 2023 ATHA udávala, že má v USA 3500 členů v 70 místních organizacích.
V srpnu 2024 se bude v Sauder Village (Ohio) konat už po osmadvacáté týden věnovaný výstavám (500-800 uměleckých exemplářů), 30-40 workshopům a přednáškám o rug hooking.

## Technika rug hooking

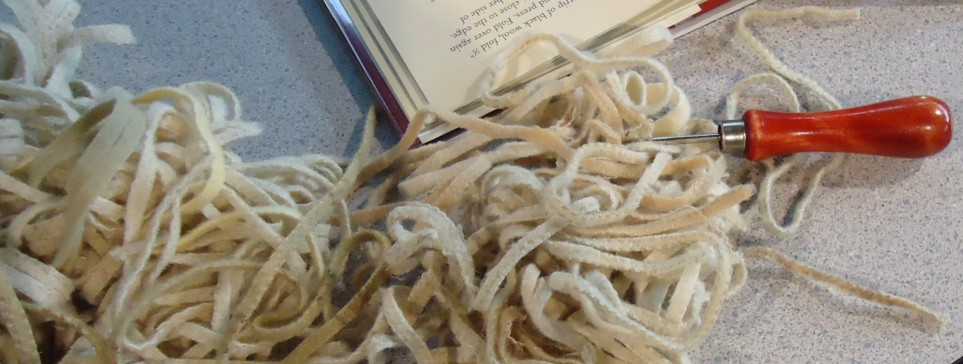
Nařezané pásky a háček na hooking (2013)

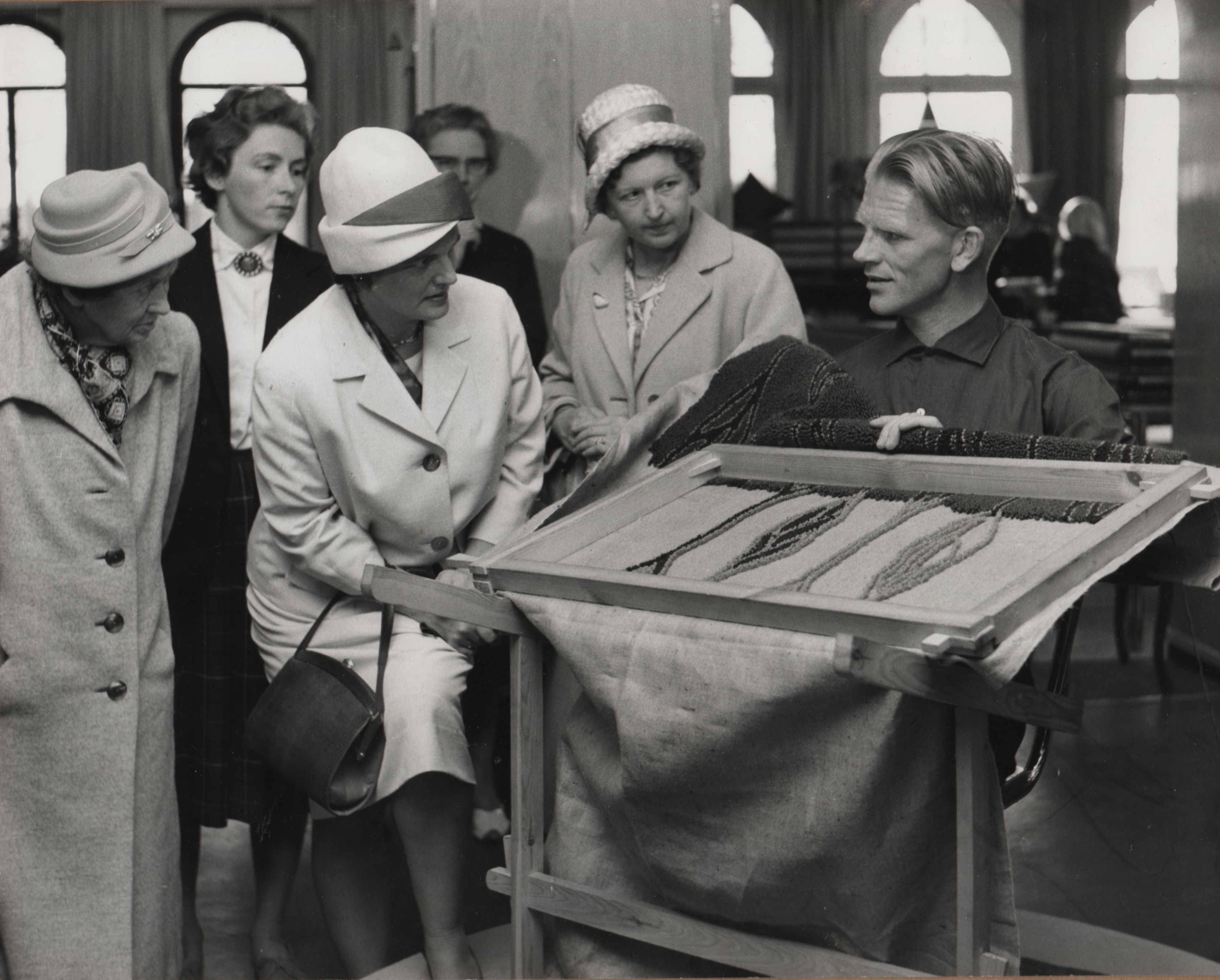
Předvádění nářadí a ukázek hákovaných tkanin v Dánsku (1948)

Nové techniky a materiály se často zařazují do dvou kategorií:
- Jemný hooking (pásky do 4 mm) s jemným tvarováním s odstupňovanými odstíny barev
- Primitivní hooking (šířka pásků do 12 mm) tvarování s efektními přízemi, méně detailů ve vzorování, opakování starých stylů vzorování[1]

### Postup práce
Podkladová tkanina - hrubé lněné plátno, těžké plátno z mykané bavlny, jutová pytlovina nebo monks cloth (těžká bavlněná tkanina v panamové vazbě) se upne do rámu na jednoduché dřevěné stolici (viz snímek vpravo).
Jako nářadí se používají háčky podobného tvaru a velikosti jako při ručním háčkování. Na smyčky se používají textilie z různých druhů staplových vláken, nejčastěji z vlny.
Princip hákování: Proužek tkaniny (2-8 mm) nebo nit se vede pod napnutou řídkou tkaninou. Háček se vpichuje s horní strany do tkaniny až zachytí nit, kterou protáhne na horní stranu tak, že se tam vytvoří smyčka a háček se vpichuje do vedlejší mezery mezi vazními body tkaniny.
Rug punching je podobná technika, se kterou se smyčky tvoří tak, že na rozdíl od rug hooking se materiál vpichuje z rubu tkaniny.
Rug hooking se někdy ztotožňuje s ručním tuftováním. Např. ruční tuftovací pistole (vynález z roku 1939) se někdy používá k tuftování i hákování koberců.